# Concepción Bona
María de la Concepción Bona y Hernández (6 de diciembre de 1824-2 de julio de 1901) fue una educadora en la escuela de párvulos que regenteaba su primo Pedro Alejandrino Pina García y activista dominicana del siglo XIX; junto a las demás Madres de la Patria, María Trinidad Sánchez, Isabel Sosa y María de Jesús Pina, confeccionaron la bandera dominicana.
Una de las estaciones de la línea 2 del Metro de Santo Domingo lleva el nombre de Concepción Bona en su honor.

## Biografía
Concepción Bona y Hernández  era hija de Vicente Ignacio Bona Pérez, y Juana de Dios Hernández, quien era prima hermana de Josefa Brea Hernández, la esposa del patricio Ramón Mella. 
Cuando Jean Pierre Boyer toma posesión del territorio dominicano en 1822, se produjo un choque político y cultural entre los dos países, ya que los haitianos tenían una base cultural franco-africana y el pueblo dominicano había sido educado de otra manera, con una base cultural hispánica, por esta razón se les impuso una represión militarizada, a cargo de Gerónimo de Borgellá, el cual se encargó de reclutar jóvenes para el servicio militar de República Dominicana.
Concepción Bona creció en el seno de una familia totalmente adscrita a la causa que seguía las ideas patrióticas de Juan Pablo Duarte. Joven valiente, se integró incondicionalmente con su familia a las ideas Trinitarias, por lo que junto a su prima María de Jesús Pina, Isabel Sosa y María Trinidad Sánchez, confeccionó con telas finas la bandera tricolor, que fue elaborada en la Puerta del Conde el 27 de febrero de 1844, por los independentistas. Concepción Bona contaba con 19 años de edad y su prima contaba con 16. 
Según los historiadores dominicanos, fue ella misma quien la entregó al esposo de su prima Josefa Brea Hernández, el general, padre y prócer de la patria Ramón Matias Mella, en la Puerta de La Misericordia. El 27 de febrero de ese mismo año, cuando el sol sale se ve la bandera tricolor confeccionada por Bona y María Trinidad Sánchez, nace la República Dominicana.
Bona contrajo matrimonio con Marcos Gómez y Carvajal, oriundo de Baní, el 2 de junio de 1851. De ese matrimonio nacieron seis hijos: Marcos Antonio, Manuel de Jesús, Eloísa, Rafael María, José María y un segundo José María.
Concepción Bona fallece el 2 de julio de 1901 en Santo Domingo. Los restos de Concepción Bona están sepultados en el Panteón Nacional.